# Góra (Jarocin)
Pour les articles homonymes, voir Góra (homonymie).
Góra (prononciation : [ˈɡura]) est un village polonais de la gmina de Jaraczewo dans le powiat de Jarocin de la voïvodie de Grande-Pologne dans le centre-ouest de la Pologne.
Il se situe à environ 4 kilomètres à l'est de Jaraczewo (siège de la gmina), à 11 kilomètres à l'ouest de Jarocin (siège du powiat) et à 57 kilomètres au sud-est de Poznań (capitale régionale).
Le village possédait une population de 911 habitants en 2007.

## Histoire
De 1975 à 1998, le village faisait partie du territoire de la voïvodie de Kalisz.

Depuis 1999, Góra est situé dans la voïvodie de Grande-Pologne.